# Schleuse Alt Ruppin
Die Schleuse Alt Ruppin, befindet sich bei Kilometer 41,20 des Rhins, einem rechten Nebenfluss der Havel in Brandenburg. Alt Ruppin ist ein Ort im Landkreis Ostprignitz-Ruppin in Brandenburg.

## Geschichte
Die Schiffbarmachung des Rhin erfolgte in den Jahren 1787/88 unter anderem durch den Bau der Schleuse Alt Ruppin und der Schleuse Altfriesack. Grund für den Ausbau des Wasserweges war zum einen die Abfuhr des Linumer Torfes und zum anderen der Transport der benötigten Baustoffe zum Wiederaufbau der 1787 bei einem Stadtbrand zerstörten Stadt Neuruppin.

## Die Schleuse
Die Schleuse Alt Ruppin befindet sich am Südende des Molchowsees in einem etwa 250 Meter langen Schleusenkanal. Der Altarm des Rhin fließt östlich an der Schleuse vorbei. Der Molchowsee ist ein Binnengewässer im Landkreis Ostprignitz-Ruppin im Nordwesten des Landes Brandenburg. Der Molchowsee ist 1,60 Kilometer lang und maximal 500 Meter breit, seine Oberfläche beträgt 52 Hektar. Der See wird von Norden nach Süden vom Rhin durchflossen, im Norden schließt der Tetzensee an, im Süden erreicht man über die Schleuse Alt Ruppin den Ruppiner See mit Neuruppin. Der Molchowsee ist Bestandteil der Ruppiner Wasserstraße. Die Wasserstraße Ruppiner Gewässer ist eine Landeswasserstraße. Sie beginnt am östlichen Ende des Vielitzsees und endet beim Übergang in den Ruppiner Kanal am Ende des Kremmener Sees.
Eine erste Schleuse am Übergang vom Molchowsee zur Flussstrecke wurde in den Jahren 1787/88 erbaut. Die genauen Schleusenabmessungen sind nicht bekannt. Angenommen wird eine Anpassung der Schleusenabmessungen an das Finowmaß. Zwischen 1911 und 1927 erfolgte eine erste Rekonstruktion der Schleuse im Zuge der Erweiterung des Ruppiner Kanals. Durch die rege Nutzung der Wasserstraße zur damaligen Zeit wurde in den Jahren 1956/57 eine erneute Rekonstruktion der Schleuse notwendig. Von November 2013 bis kurz vor Ostern 2014 wurde die Schleuse stillgelegt. Anfang 2014 wurden die vier Torflügel der Stemmtore ausgebaut, überarbeitet und wieder eingebaut. Die Schleusenkammer hat bei einer Länge zwischen den Toren von etwa 44,50 Metern eine nutzbare Länge von 42,20 Meter und eine nutzbare Breite von maximal 6,70 Meter. Die Fallhöhe beträgt im Mittel etwa 2,00 Meter. Eine Bootsschleppe, deren Wagen auf Schienen geführt wird, befindet sich unmittelbar an der Schleuse. Über das Unterhaupt der Schleusenkammer wie auch über das Wehr führt eine Straßenbrücke. Der Altarm des Rhins mit einem Wehr, dem sogenannten „Wasserregelwerk Neumühle“, fließt östlich an der Schleuse vorbei und bildet eine Schleuseninsel.

## Bilder

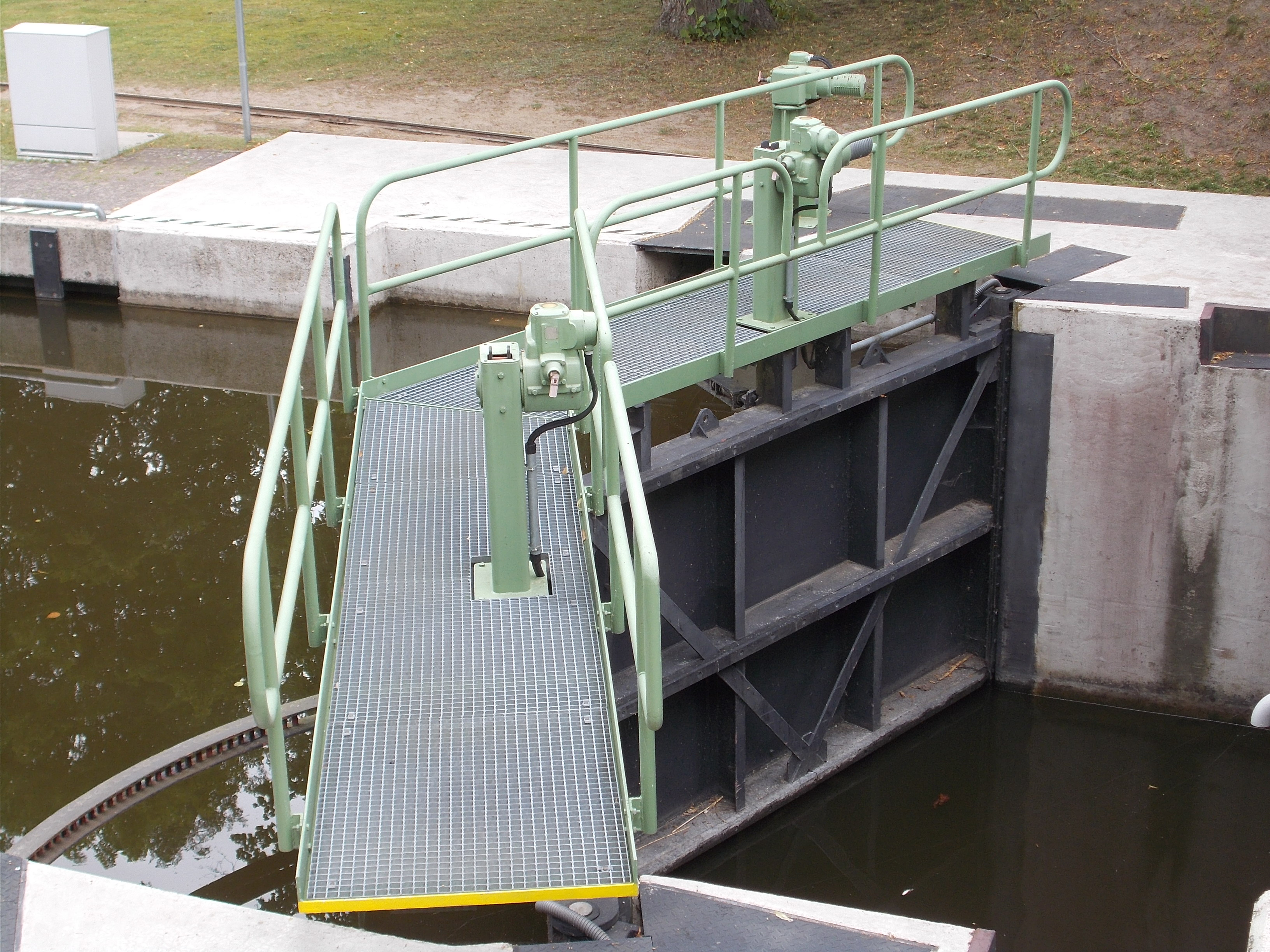
Stemmtor Unterhaupt
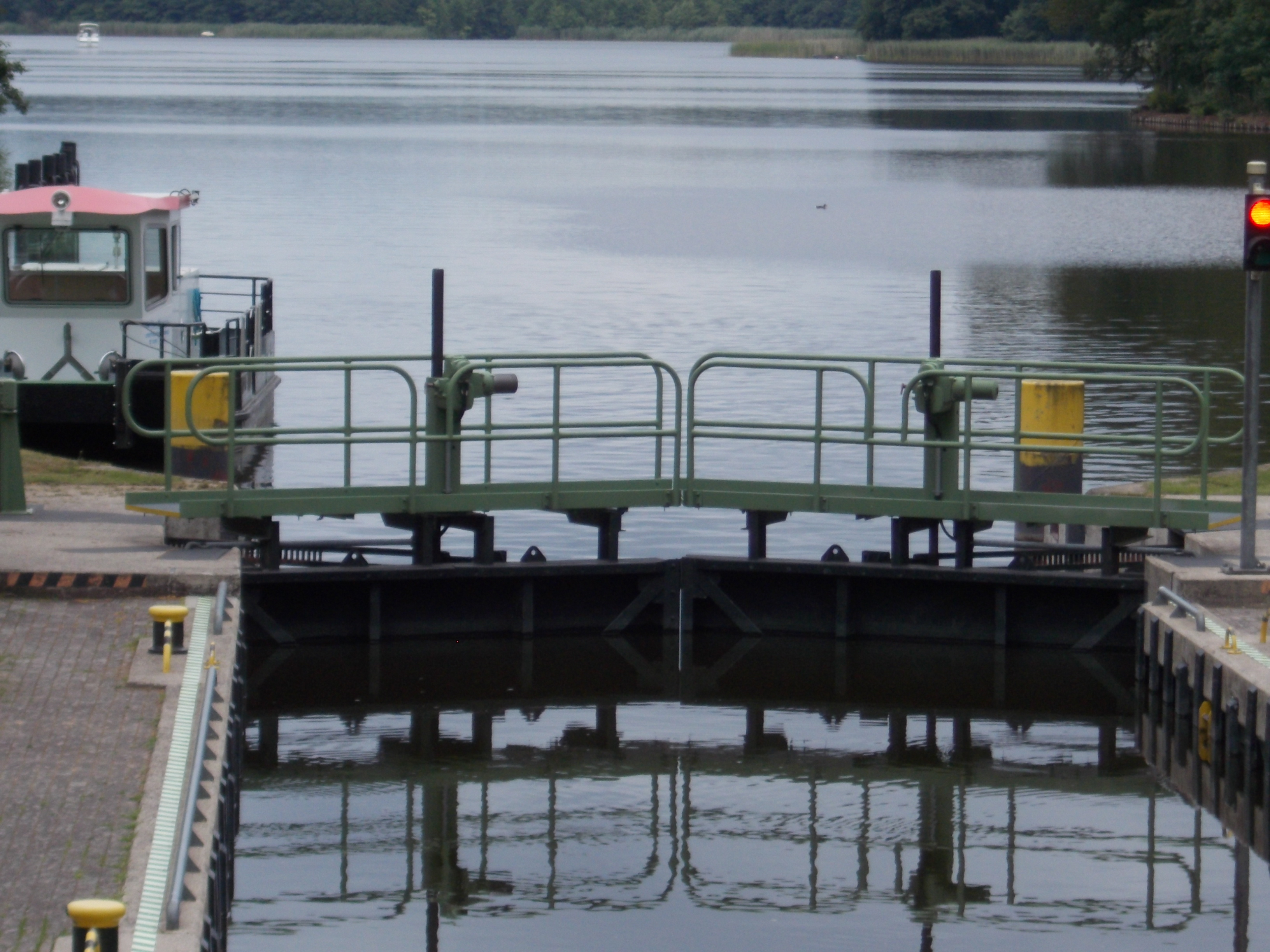
Stemmtor Oberhaupt
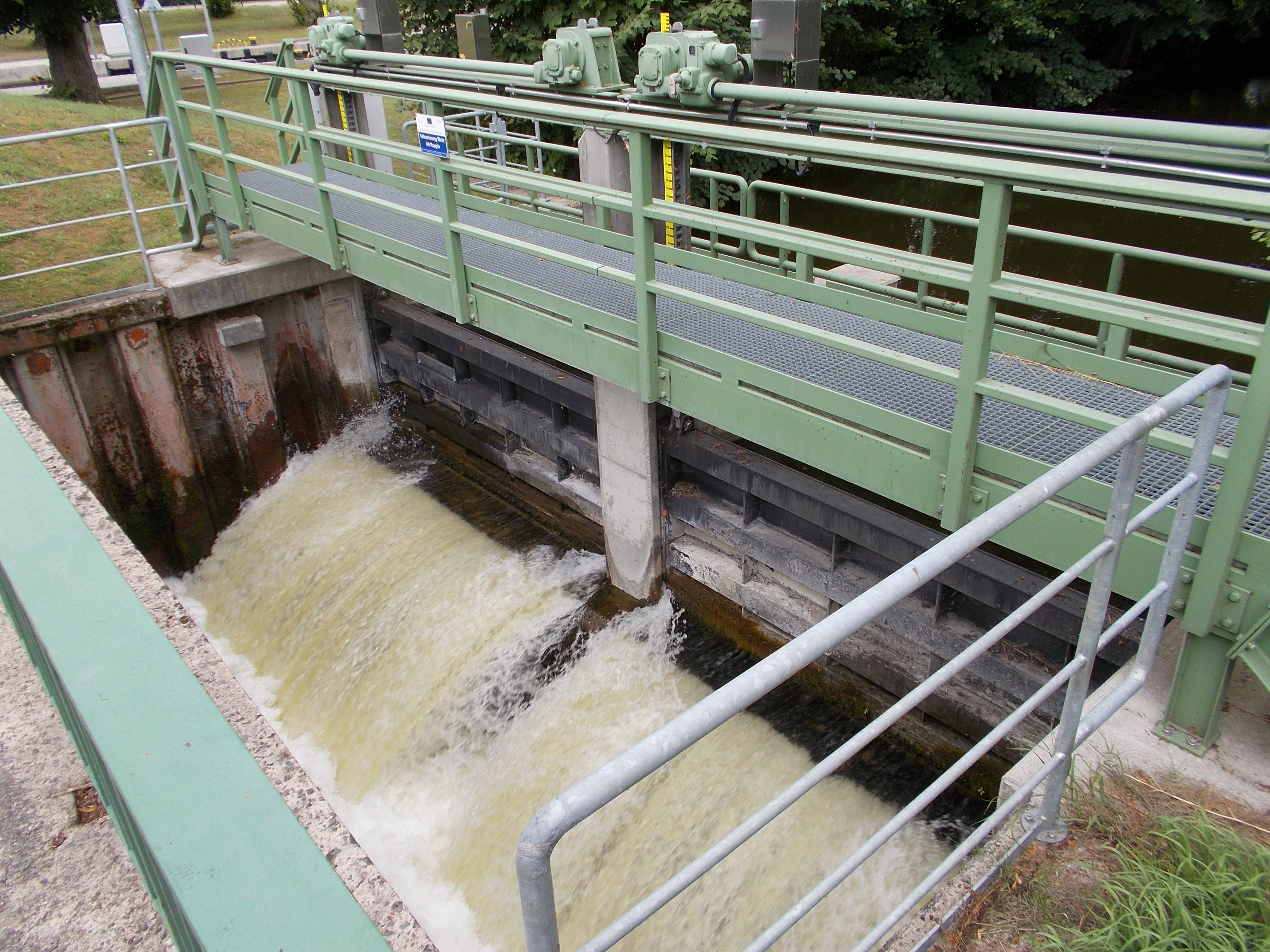
Wehr östlich der Schleusenkammer

## Karten
- Folke Stender: Redaktion Sportschifffahrtskarten Binnen 2. Nautische Veröffentlichung Verlagsgesellschaft, ISBN 3-926376-10-4.
- W. Ciesla, H. Czesienski, W. Schlomm, K. Senzel, D. Weidner: Schiffahrtskarten der Binnenwasserstraßen der Deutschen Demokratischen Republik 1:10.000. Band 4. Herausgeber: Wasserstraßenaufsichtsamt der DDR, Berlin 1988, OCLC 830889996.